# Edgar P. Jacobs
Edgar P. Jacobs   (Brussel·les, 30 de març de 1904 - Lasne, 20 de febrer de 1987) nom artístic de Edgard Félix Pierre Jacobs, fou un autor de còmics belga. És considerat com una de les grans figures del còmic europeu, a través de les seves col·laboracions amb Hergé i després a través de la seva pròpia sèrie, Blake i Mortimer.

## Biografia
Dibuixar formava part del seu record més llunyà. Malgrat que la seva veritable passió era l'òpera, l'any 1919 es graduà a l'escola de comerç. Tanmateix, jurà que mai treballaria a una oficina. En el seu temps lliure es dedicava a dibuixar i a estudiar òpera. Aconseguí treballs a l'òpera relacionats amb l'escenografia, la pintura i inclús alguna vegada havia fet d'extra. L'any 1929 va rebre la medalla del govern belga en reconeixement de la seva excel·lència en el cant clàssic.
Després d'haver estat figurant i cantant d'òpera entre 1917 i 1940, Jacobs es va dedicar a la il·lustració, i va col·laborar a la revista Bravo fins al 1946. Quan el còmic estatunidenc Flash Gordon deixa de publicar-se a Bèlgica per l'entrada dels Estats Units a la Segona Guerra Mundial, li encomanen la responsabilitat de donar-li un final per no deixar els lectors sense desenllaç. El públic no es va adonar de l'engany, però la solució va durar poc perquè els nazis prohibiren la sèrie un parell de setmanes més tard. Seguidament publica a Bravo el seu primer còmic Le Rayon U en el mateix estil de ciència-ficció.
L'any 1944, Jacobs conegué Hergé i el creador de Tintín el contractà com a assistent per realitzar els decorats d'alguns dels seus àlbums (sobretot d'El Tresor de Rackham el Roig, Les set boles de cristall i El temple del sol) i per corregir, donar nou format i pintar alguns dels àlbums en blanc i negre (Tintín al Congo, Tintín a Amèrica, El Lotus Blau i El ceptre d'Ottokar). A l'última vinyeta de la pàgina 38 d'El ceptre d'Ottokar hi apareix un autoretrat de Jacobs, vestit amb uniforme sildau. A més a més, segurament, el personatge de la Bianca Castafiore és un signe de complicitat d'Hergé amb el seu amic Jacobs, ja que detestava l'òpera.
L'obra posterior de Jacobs mostra una clara influència de la narrativa visual d'Hergé. El 1946, va participar en l'equip del nou Journal de Tintin que va publicar el seu còmic Le secret de l'espadon, la primera aventura dels personatges Blake i Mortimer. Des del 1947 va deixar de col·laborar en el dibuix de les aventures de Tintín per dedicar-se plenament als seus herois, tot i que va continuar amb Hergé il·lustrant el Journal i va publicar Le mystère de la grande pyramide el 1950. El seu àlbum més llegendari, La marque jaune va aparèixer el 1953. Li van succecir L'énigme de l'Atlantide el 1955, S.O.S. météores el 1958, Le piège diabolique el 1960, L'affaire du collier el 1965.
Jacobs va publicar el 1970 el primer volum de Les 3 Formules du professeur Sato: Mortimer à Tokyo, que està ambientat al Japó. Fou 17 anys més tard quan va aparèixer el segon volum, pòstum, completament dibuixat per Bob de Moor, segons el guió de Jacobs.
Després de la mort de Jacobs, les aventures de Blake i Mortimer han estat continuades, amb el permís dels hereus, per altres autors i han conegut nous episodis per mitjà de la ploma de diferents dibuixants i guionistes, que han fet discretes referències al passat Jacobsià de la sèrie com també homenatges de cara als aficionats de sempre.
Hui dia, nombrosos dibuixants treballen seguint l'esperit gràfic de Jacobs, com ara Ted Benoit, André Juillard, Philippe Dumas, Jean-François Miniac. Últimament, ha sorgit la notícia que el director basc Álex de la Iglesia realitzarà per a la pantalla gran una versió del famós còmic La marque jaune de la sèrie Blake i Mortimer.

## Obres
- Blake i Mortimer
  - Le Secret de l'Espadon, en tres volums, 1947.
  - Le Mystère de la grande pyramide, en dos volums, 1950.
  - La Marque jaune, 1953.
  - L'Énigme de l'Atlantide, 1955.
  - S.O.S. Météores: Mortimer à Paris, 1958.
  - Le Piège diabolique, 1960.
  - L'Affaire du Collier, 1965.
  - Les 3 Formules du professeur Sato: Mortimer à Tokyo, en dos volums, 1970.

- Altres
  - Le Rayon U, 1943.
  - La guerre des mondes, sobre Herbert George Wells, de qui Edgar P. Jacobs es va inspirar.

Apassionat per les seves recerques sobre l'egiptologia i l'arqueologia per a Le Mystère de la grande pyramide, Jacobs publicarà:
- Le trésor de Toutankhamon (4 pàgines de còmic a Le Journal de Tintin núm. 848 de gener del 1965 sobre la troballa de la seva tomba per Howard Carter i Lord Carnarvon.
- A la recherche de Toutankhamon de Youssef Francis amb il·lustracions de René Follet.